# ダービースタリオン (Switch)
ダービースタリオン（英語: DERBY STALLION）は、ランド・ホーが開発し、ゲームアディクトが発売したNintendo Switch向けの競馬シミュレーションゲーム。製作著作はパリティビット。

## 概要
ダービースタリオンシリーズとしては2016年のiOS / Androidスマホ向け『ダービースタリオン マスターズ』以来4年振り、コンソール向けとしてはニンテンドー3DS向けの『ダービースタリオンGOLD』以来6年振り、据置機向けとしてはPlayStation 2の『ダービースタリオン04』以来17年振りとなる。また、コンソール向けのダービースタリオンとしては初のHD解像度対応作品となる（Switchのテーブル / 携帯モード（非ドック接続時）プレイ時で1280×720）。
発売から1年が経過した2021年12月17日に大型アップデート（Ver1.1.0）が実施された。

## 特徴
- レースシーンやサウンドなどのクオリティを大幅向上[2]
- 音声実況に対応（ラジオNIKKEI小塚歩アナウンサーが担当、東芝の音声合成 技術「RECAIUS™音声合成ミドルウェア ToSpeak™G3」を採用し愛馬の名前も実況）[2][4]
- ファンファーレや本馬場入場曲はJRAの楽曲をそのまま使用[2]
- 2020年度の実際のJRAレーシングプログラムに対応[2]
- 種牡馬・繁殖牝馬・ライバル馬の最新データを収録[2]
- インターネットを利用したブリーダーズカップ対戦[2]

## 批判
ほとんどのシーンの切り替えで発生するロード時間の長さや、逃げ・先行脚質の有利さ、バグの多さ、ユーザーインターフェースの使いにくさが指摘されている。

## その他
CMなどの宣伝フレーズでは、キタサンブラック・ジェンティルドンナ・アーモンドアイ・キセキ・デアリングタクト・ディープインパクト・コントレイル・スペシャルウィークといった馬名が散りばめられている（公式サイト「CM1」より）。